# Robert Soucy
Robert Soucy (25 de junio de 1933) es un historiador estadounidense, especializado en el estudio del fascismo y el protofascismo en Francia, profesor de Historia en Oberlin College, estado de Ohio. Entre su trabajo se encuentran estudios sobre personajes de la historia francesa como Pierre Drieu La Rochelle o Maurice Barrès.
Es autor de obras como Barres and fascism (1967), Fascism in France: The Case of Maurice Barres (1972) Fascist Intellectual: Drieu La Rochelle (1979), French Fascism: The First Wave, 1924-1933 (1986), o French Fascism: The Second Wave, 1933-1939 (1995), entre otras.